# Bordel à cul
Bordel à cul est une chanson écrite par Jean-Roger Caussimon et publiée sur l'album Il fait soleil en 1975.

## Contenu
Le texte sonne comme un appel :

« Dans un hôtel à cancrelats
Une fille horriblement peinte
Sur un lit bancal et sans draps
Attend qu'aboutisse l'étreinte
D'un michton qui n'en finit pas
Bordel à cul, charrette à bras !!!
Nous, comme putes, l'on s'éreinte
Pour le gite et le bout de gras
La liberté déjà restreinte
Au fil des jours met les adjas
Sacré bordel de vierge enceinte !!!
89 c'est vieux déjà
Ah, ah !!!
Sacré bordel de vierge enceinte
Réinventons le « ça ira »
Ah, ah !!! »